# Serjania occidentalis
Serjania occidentalis är en kinesträdsväxtart som beskrevs av Lippold. Serjania occidentalis ingår i släktet Serjania och familjen kinesträdsväxter. Inga underarter finns listade i Catalogue of Life.